# ジョージ・ヘンリー・ハミルトン・テイト
ジョージ・ヘンリー・ハミルトン・テイト（George Henry Hamilton Tate、1894年4月30日 - 1953年12月24日）は、イギリス生まれのアメリカ人動物学者・植物学者で、ニューヨークのアメリカ自然史博物館に哺乳類学者として勤務した。

## 略歴
ロンドンに生まれた。1912年にアメリカ合衆国のニューヨークに家族と移住した。1912年から電話交換手として働いた。第一次世界大戦が始まると、イギリス陸軍に加わった。戦争が終わった後、インペリアル・カレッジ・ロンドンに入学するが学位をとることは無かった。アメリカに戻り、アメリカ自然史博物館の野外研究助手となり、コロンビア大学で学んだ。1927年に学位（B.S.）を得て、アメリカの市民権を得た。
1927年にアメリカからブラジルへの記録飛行の途中で行方不明になった音楽家でパイロットのポール・レッドファーン（Paul Redfern）の南米での探索に自然史博物館の後援で参加した。
1931年に、学位（M.S.）を取得し、自然史博物館の学芸員助手となり、1938年にモントリオール大学から博士号を取得した。第二次世界大戦中はブラジルで、ゴム資源会社、American Rubber Development Corporationのための探査チーフを務めた。1942年に自然史博物館の准学芸員に任じられ、1946年に自然史博物館の学芸員に任じられた。
一生の間に、彼は南米産マウスオポッサム類や太平洋と東アジアの哺乳類などのテーマについていくつかの本を書いた。
南米産のトカゲ、ピグミーテグー科の種、Neusticurus tatei に献名されている。